# Kátlovce
Kátlovce é um município da Eslováquia, situado no distrito de Trnava, na região de Trnava. Tem 11,7 km² de área e sua população em 2019 foi estimada em 1129 habitantes.

## Demografia
| Ano:        | 1994 | 2004   | 2014   | 2024   |
| ----------- | ---- | ------ | ------ | ------ |
| Broj ljudi: | 1048 | 1093   | 1170   | 1128   |
| Razlika:    |      | +4,29% | +7,04% | -3,58% |

| Ano:               | 2023 | 2024   |
| ------------------ | ---- | ------ |
| Número de pessoas: | 1140 | 1128   |
| Diferença:         |      | -1,05% |